# Husum, Örnsköldsviks kommun
Husum är en tätort i Örnsköldsviks kommun, Ångermanland i Västernorrlands län, belägen vid Gideälvens och Husåns mynningar i Bottenhavet, omkring 25 km nordöst om Örnsköldsvik.  Tätorten har drygt 1 600 invånare och ligger vid E4 och Botniabanan.

## Historia
Det nuvarande industrisamhället växte fram omkring Husums sågverk som var i drift 1787–1909. Sågverket följdes av en sulfatfabrik som anlades och länge ägdes av  Mo och Domsjö AB, men som nu ingår i den finländska koncernen Metsä Board.

### Husums by – Husbyn
Husum är en av de medeltida byarna i Grundsunda socken. Namnet finns tidigast belagt i skrift i Gustav Vasas skattelängd från 1535 och är dativ pluralis av ordet hus. Den gamla bykärnan låg utsträckt på norra sidan om Husån. I och med framväxten av industrisamhället Husum kom det gamla byområdet att kallas för Husbyn. På 1960-talet fanns där 13 jordbruk, varav tio saknade kreatur.
Såväl gamla kustlandsvägen som rikstretton gick genom Husbyns bykärna, som idag ligger strax norr om väg E4.

### Gammbacken
Det nuvarande industrisamhället Husum började växa fram i samband med anläggandet av Husums sågverk 1787. Bostäder åt sågverksarbetarna byggdes då alldeles ovanför det dåvarande verket på den plats som nu kallas för Gammbacken, öster om Husån. År 1850 bodde 41 arbetare med familjer i Husum samt ytterligare tio hushåll. På Gamm-Herrgårdsberget norr om Gammbacken låg herrgården, uppförd som bostad till sågverkets förste ägare Jacob Eurenius. Herrgården flyttades sedermera till Gidböle.

### Bebyggelsen förskjuts mot Husön
År 1853 ersattes det gamla sågverket av ett nytt, placerat något längre nedströms i Husån. Arbetarbostäderna flyttades då till Sågbacken. Sågverkets brädgård låg på Husön, norr om den nuvarande sulfatfabriken, och de som arbetade där skaffade sig bostäder i närheten. År 1887 eldhärjades detta område, och det finns idag ingen bebyggelse kvar från den första sågverkstiden.
Husums sågverk byggdes 1893 om till ångsåg. Bolaget, Gideå & Husums AB, reglerade i stor utsträckning bebyggelsens framväxt på Husön för att skapa ett prydligt samhälle. Herrgård och arbetarbostäder uppfördes inom fastigheten Erik-Larstorpet i anslutning till sågen. Herrgården låg längst i söder på Erik-Larstorpet, varifrån en väg ledde norrut över Husön till kustlandsvägen i Husbyn. Arbetarbostäderna placerades utmed vägen, som även kantades av en allé. Hela denna bebyggelse är borta idag.
Under 1890-talet byggdes också tvåfamiljshus längs Boviksgränd ("Gränna") av sågverksarbetare som gick samman i byggnadskollektiv. Virket donerades av bolaget, som även lämnade ekonomiskt stöd. Av ursprungligen sex bostadshus återstår idag fem. På Rågön fanns en likartad bebyggelse med tre hus i ett område som kallades för Lilla Amerika, men dessa revs i samband med att industriområdet expanderade.
Utanför det område som bolaget ägde växte en oreglerad bebyggelse fram på Mon (i folkmun kallad Rallarstaden), eftersom vägen mellan industrisamhället och kustlandsvägen flyttades hit från den tidigare sträckningen längs Husån. Här slog sig handelsmän och hantverkare ned, och det fanns även en biograf och frikyrkor. Området förlorade sin betydelse på 1950-talet då samhällets två nya centrum växte fram. Idag består bebyggelsen av bostäder.

### Samhället expanderar
Efter att Mo och Domsjö AB övertagit Husums sågverk brann det ned 1909. En stor del av befolkningen flyttade då från samhället. En ny epok kom emellertid då bolaget anlade en sulfatfabrik 1916–1919 på halvön Rågön, vilket ledde till stor inflyttning och ett expanderande samhälle.
De anställda vid massafabriken började snart bygga egna villor, så kallade egnahem. Detta skedde till en början framför allt på Dombäcksön. Bolaget ställde mark till förfogande och stöttade byggnationerna även i övrigt. När en bro byggdes över Husån i början av 1930-talet knöts Dombäcksön definitivt samman med industrisamhället Husum.
Under 1920-talet uppförde bolaget arbetarbostäder, bland annat Sodavillorna på Boviksvägen, närmast fabriken. Högre tjänstemän fick bostäder på Erik-Larstorpet. Disponentbostaden placerades på Husöns högsta punkt, Blåsåsen. År 1930 invigdes samlingslokalen Husumgården, ritad av John Åkerlund och bekostad av bolaget.

### Husum får två centrum
Fram till andra världskriget styrdes utvecklingen i Husum framför allt av bolaget. Därefter övertogs ansvaret alltmer av dåvarande Grundsunda kommun. Byggnader för offentlig service, bland annat Grundsundagården, uppfördes i början av 1950-talet på Sågbacken, och tio år senare tillkom ett kommunalhus. Bolaget ville emellertid ha ett centrum i närheten av industrin, och därför började centrumanläggningen Björnen att byggas på den södra delen av Husön 1958.
Under 1950- och 1960-talen lät kommunen uppföra flerfamiljshus för att möta det ökande bostadsbehovet. Egnahemsbyggandet expanderade under 1960, 70- och 80-talen till Linaplatån, norra Mon och Sörönska.

### Befolkningsutveckling
| Befolkningsutvecklingen i Husum 1900–2020 | Befolkningsutvecklingen i Husum 1900–2020 | Befolkningsutvecklingen i Husum 1900–2020 | Befolkningsutvecklingen i Husum 1900–2020 | Befolkningsutvecklingen i Husum 1900–2020 |
| ----------------------------------------- | ----------------------------------------- | ----------------------------------------- | ----------------------------------------- | ----------------------------------------- |
|                                           |                                           |                                           |                                           |                                           |
| År                                        |                                           |                                           | Folkmängd                                 | Areal (ha)                                |
| 1900                                      | 1900                                      |                                           | 848                                       | †                                         |
| 1960                                      | 1960                                      |                                           | 2 462                                     |                                           |
| 1965                                      | 1965                                      |                                           | 2 538                                     |                                           |
| 1970                                      | 1970                                      |                                           | 2 504                                     |                                           |
| 1975                                      | 1975                                      |                                           | 2 517                                     |                                           |
| 1980                                      | 1980                                      |                                           | 2 481                                     |                                           |
| 1990                                      | 1990                                      |                                           | 2 232                                     | 367                                       |
| 1995                                      | 1995                                      |                                           | 2 039                                     | 369                                       |
| 2000                                      | 2000                                      |                                           | 1 757                                     | 404                                       |
| 2005                                      | 2005                                      |                                           | 1 709                                     | 404                                       |
| 2010                                      | 2010                                      |                                           | 1 647                                     | 399                                       |
| 2015                                      | 2015                                      |                                           | 1 563                                     | 394                                       |
| 2020                                      | 2020                                      |                                           | 1 589                                     | 429                                       |
| † Som köpingsliknande samhälle 1900.      |                                           |                                           |                                           |                                           |

## Bostadsområden
- Torget (Brägårn)
- Råggärdan
- Mon
- Solbacken
- Änget
- Grunna
- Dollarhöjden
- Erik-Larstorpet
- Gränna (alla fastigheter i övre och nedre Gränna nu rivna - fabriken har expanderat)
- Lina
- Dombäcksön (Ön)
- Tallåsen
- Blåsåsen
- Industrivägen

## Näringsliv
Metsä Board är ortens största arbetsgivare.
Ångermanlands folkbank hade ett avdelningskontor i Husum. Denna bank övertogs 1921 av Svenska Handelsbanken som blev långvarig på orten. Den 31 maj 2021 stänger Handelsbanken och orten lämnas utan bankkontor.

## Kända personer från Husum
- Ulf Andersson, jazzmusiker, saxofon, flöjt, klarinett
- Jonas Degerfeldt, operasångare vid Kungliga operan
- Anders Hedberg, ishockeyspelare i svenska landslaget och New York Rangers
- Gustaf "Husum" Jonsson, svensk längdskidåkare
- Kristina Lundberg, ishockeyspelare i svenska landslaget
- Bror Marklund, skulptör
- Eilert Pilarm, Elvistolkare
- Reinhold Svensson, jazzpianist